# Micro (prefijo)

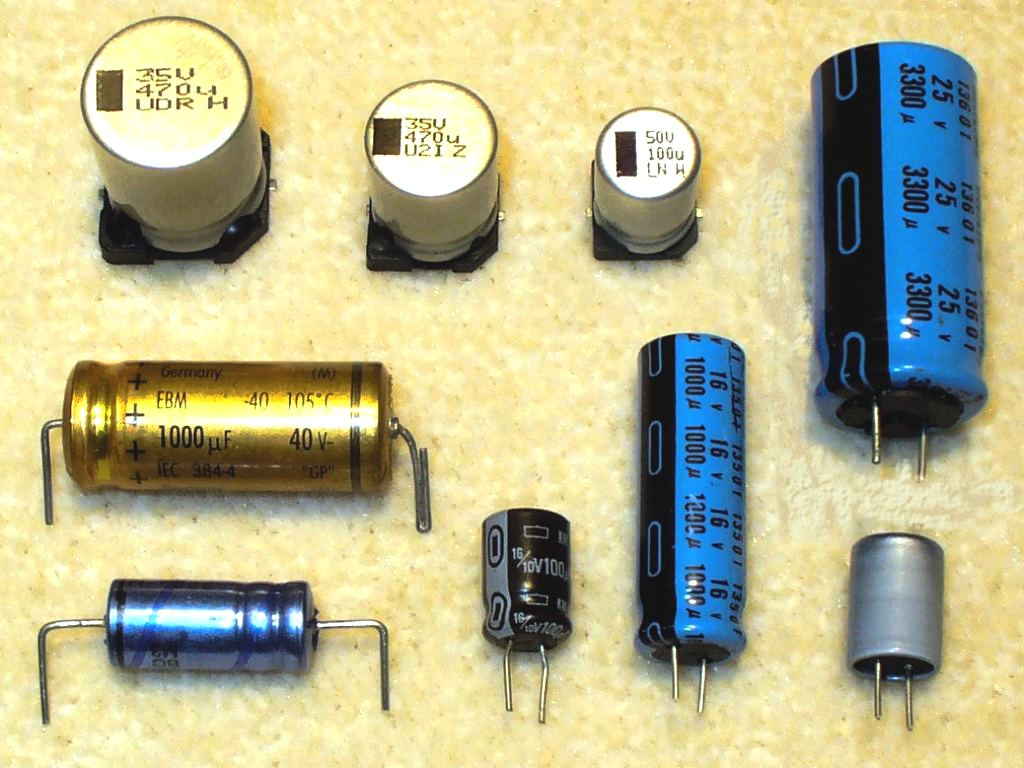
Condensadores electrolíticos radiales y axiales con terminales, así como condensadores electrolíticos SMD

Micro- es un prefijo del Sistema Internacional que indica un factor de 10-6, esto es, un millonésimo o una millonésima parte.
Siempre se representa con el signo específico µ (carácter Unicode 00B5), o, si la tipografía en uso no dispone de él, con la letra griega μ (mi), que proviene de la palabra griega μικρός (mikrós) y que significa «pequeño».

## Referencia
1. ↑  Real Academia Española. «micro-». Diccionario de la lengua española (23.ª edición).